# USS LST-307
O USS LST-307 foi um navio de guerra norte-americano da classe LST que operou durante a Segunda Guerra Mundial.